# 只見川

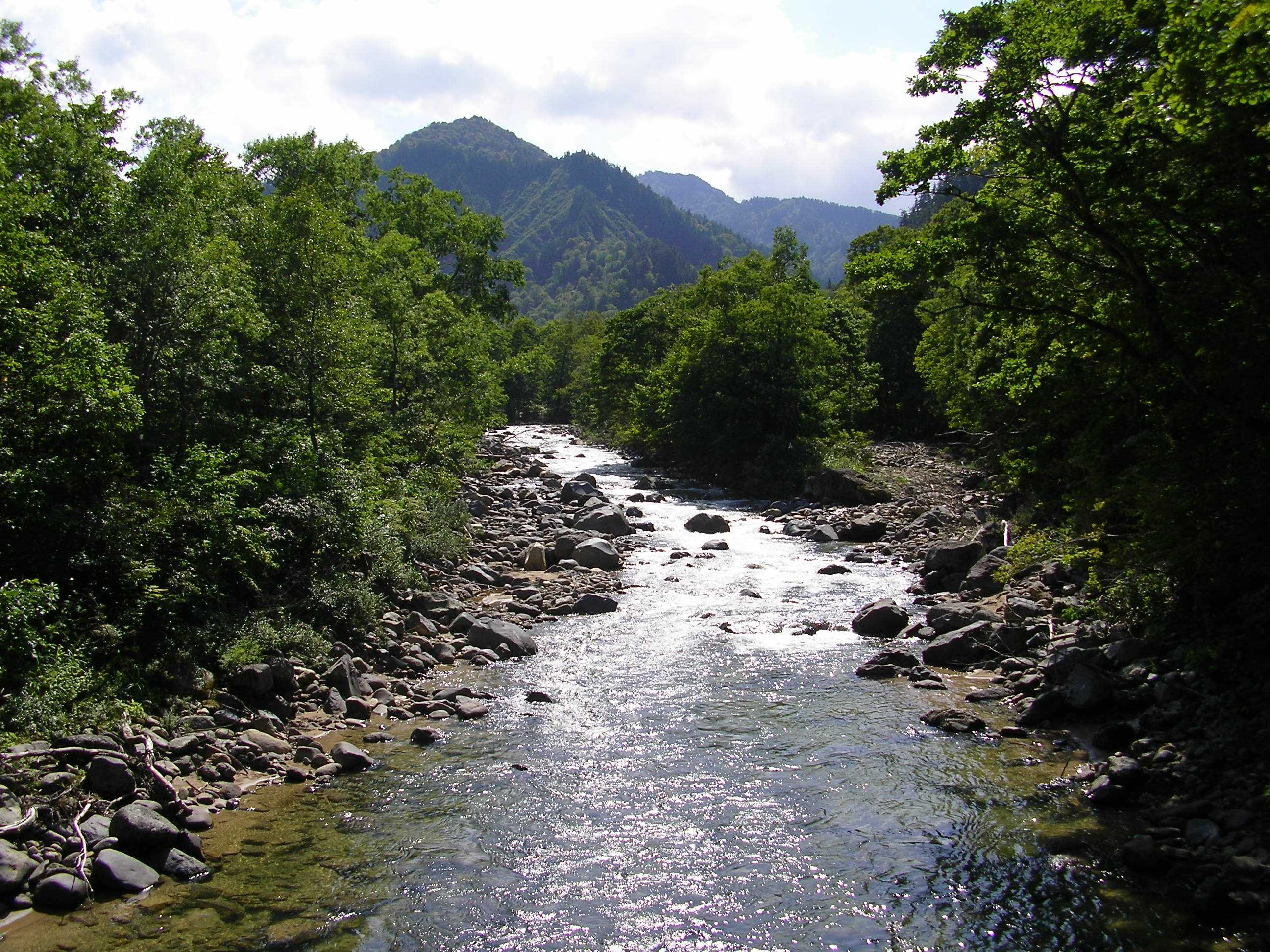
只見川

只見川是日本阿賀野川的一條支流。只見川的流域面积达8,400 km2（3,243 sq mi） ，只見川途徑新潟县、群馬縣和福岛县 。只見川最终在福岛县喜多方市境內一個名叫「山都町三津合」的地方匯入阿賀野川。奧只見水庫就位於只見川。